# Halysidota interstriata
Halysidota interstriata là một loài bướm đêm thuộc phân họ Arctiinae, họ Erebidae.